# Хачатрян, Андраник Мисакович
Андраник Мисакович Хачатрян (23.11.1911 — 12.04.1959) — работник советской транспортной отрасли, паровозный машинист депо Ленинакан Закавказской железной дороги, Герой Социалистического Труда.

## Биография
Родился 23 ноября 1911 года в селении Амзаклярак Карской области, в составе Турции,. Армянин. В апреле 1916 года во время турецких погромов погиб отец. Мать с четырьмя детьми, спасаясь от турецкого геноцида, бежала в Армению и осела жить в городе Александрополь. Здесь Андраник вырос, окончил школу, в 15 лет пошел работать.
Трудился сначала учеником слесаря в паровозном депо Ленинакан, в 19 лет стал бригадиром по среднему ремонту локомотивов разных серий. В 1931 году стал помощником машиниста, водил грузовые поезда в Ереван. Старательно ухаживая за паровозом, он осваивал опыт старых машинистов. Получив право управления в 1932 году, Хачатрян одним из первых начал водить тяжеловесные поезда в горах Закавказья.
Когда в июле 1935 года в стране развернулось массовое кривоносовское движение паровозных машинистов, Хачатрян стал одним из первых кривоносовцев в паровозном депо Ленинакан и мастером скоростного вождения поездов Закавказской магистрали. Возил грузы для сооружения гидростанций Севан-Зангинского каскада, рассчитанного на использование вод высокогорного озера. В предвоенные годы водил пассажирские поезда, предотвратил несколько катастроф.
С началом Великой Отечественной войны водил к фронту воинские эшелоны с добровольцами и новобранцами, поезда с важными оборонными грузами для уральской и сибирской промышленности, эвакуированное имущество из Донбасса и с Северного Кавказа, санитарные поезда с ранеными воинами для лечения в здравницах Закавказья.
Особенно проявил свои способности в период, когда враг подошёл к Кавказу, и от работников железных дорог требовалась полная самоотдача, чтобы обеспечить воинские перевозки. Когда же развернулась грандиозная битва на Волге, дорожная газета делала репортаж почти о каждом скоростном рейсе бригады машиниста А. М. Хачатряна. В эти дни они на полтора, а иногда и на три часа раньше графика военного времени приводили поезда в пункты назначения.
Указом Президиума Верховного Совета СССР от 5 ноября 1943 года «за особые заслуги в деле обеспечении перевозок для фронта и народного хозяйства и выдающиеся достижения в восстановлении железнодорожного хозяйства в трудных условиях военного времени» Хачатряну Андранику Мисаковичу присвоено звание Героя Социалистического Труда с вручением ордена Ленина и Золотой медали «Серп и Молот».
21 декабря в Кремле ему вручили высокие награды Родины, а в штабе отрасли — знак «Почётному железнодорожнику». 14 ноября 1944 года ему было присвоено персональное звание инженер-лейтенанта тяги.
Оставшиеся годы войны и послевоенные годы продолжал трудиться машинистом-инструктором в родном депо. Его локомотив № 5290 прошел более полмиллиона километров без записи в ремонте. В 1955 году избирался в Верховный Совет Армянской ССР по Привокзальному избирательному округу Ленинакана.
Жил в городе Ленинакане. Скончался в 1959 году. Похоронен на кладбище города Гюмри.
Награждён двумя орденами Ленина, орденом Трудового Красного Знамени, медалями, в том числе медалью «За трудовое отличие».
В городе Ленинакане в 1969 году его именем названо железнодорожное училище и одна из улиц.